# Langer Rück
Der vollständig bewaldete Berg Langer Rück hat eine Gipfelhöhe von 373,9 m ü. NN und zählt zum Frauenseer Forst. Er befindet sich in der Gemarkung von Springen im Wartburgkreis in Thüringen.
Der Berg  Langer Rück liegt im Zentrum des Waldgebietes, etwa einen Kilometer nordwestlich von Springen entfernt. Die am Berg vorkommenden „Auenheimer Schläge“, „Kessel“ und „Kohlloch“ sind  Flur- und Forstortsnamen, die an historische Waldwirtschaft erinnern. 